# یگان زینبی
یگان زینبی واحد زنان زیرمجموعه یگان ویژه فرماندهی انتظامی جمهوری اسلامی ایران است. این یگان متشکل از زنانی است که به صورت درجه‌دار و افسر آموزش دیده در یک واحد عملیاتی در تهران سازمان‌دهی شده است.

## سابقه
اولین فارغ التحصیلان یگان ویژه زنان در پایان سال ۱۴۰۰ به یگان ویژه پیوستند و در سراسر کشور یگان‌های ویژه زنان ایجاد شد.

## ماموریت‌ها
- کنترل اجتماعات ورزشی و ورزشگاه‌ها
- امدادرسانی در حوادث و ماموریت‌های مختلف
- کنترل ناآرامی‌ها و اغتشاشات[۵]

## پوشش غیرچادری
انتشار تصاویری از زنان یگان ویژه با لباس فرم بدون چادر و با مانتو کوتاه در جریان خیزش ۱۴۰۱ ایران در پی کشته شدن مهسا امینی باعث  انتقادات در شبکه‌های اجتماعی شد. حسن کرمی در پاسخ به این انتقادات اعلام کرد انتخاب این لباس با «استنادات شرعی و رعایت حدود شرعی» بوده و «لباس فرمی که کاملاً پوشیده بوده و بدن‌نما هم نیست» می‌باشد.
دی ماه ۱۴۰۳ سرهنگ فاطمه حیدری، فرمانده یگان زنان یگان ویژه فراجا اعلام کرد: «خانم‌های پلیس یک لباس عمومی انتظامی با چادر به عنوان یونیفرم دارند اما به مرور زمان و بر اساس تغییر ماموریت‌ها، این نیازسنجی انجام شد که شاید در برخی ماموریت‌ها اگر همکارانم چادر نداشته باشند؛ کار با حواشی کمتری انجام می‌شود.»